# Semaeopus albipunctulata
Semaeopus albipunctulata là một loài bướm đêm trong họ Geometridae.